# Yotsuba!
Yotsuba! (jap. よつばと! Yotsuba to!) – manga autorstwa Kiyohiko Azumy, twórcy serii Azumanga Daioh. Ukazuje się od marca 2003 roku w miesięczniku Dengeki Daioh wydawanym przez ASCII Media Works (dawniej przez MediaWorks), i do tej pory została zebrana w 15 tomach tankōbon. Jest połączeniem komedii i okruchów życia. Manga przedstawia codzienne przygody młodej dziewczynki imieniem Yotsuba, która poznaje otaczający świat, w czym pomaga jej przybrany ojciec, sąsiedzi i przyjaciele. Niektóre postaci z serii pojawiły się wcześniej w mandze one-shot „Try! Try! Try!” tego samego autora. Japoński tytuł Yotsuba to oznacza „Yotsuba i...”, co znajduje odzwierciedlenie w tytułach rozdziałów, z których większość ma formę „Yotsuba i [coś]”.
W Polsce mangę wydaje wydawnictwo Kotori.
Yotsuba! zebrała pochwalne opinie ze względu na talent artystyczny Azumy, scenariusz oraz kreację tytułowej postaci. Manga zdobyła wiele nagród oraz nominacji.

## Fabuła
Główną bohaterką serii jest Yotsuba Koiwai, pięcioletnia dziewczynka, która jest energiczna, wesoła, ciekawska i dziwna – tak bardzo, że nawet jej własny ojciec nazywa ją niezwykłą. Początkowo nie ma pojęcia o wielu rzeczach, o których dziecko w jej wieku powinno wiedzieć – między innymi o dzwonkach do drzwi, ruchomych schodach, klimatyzatorach, a nawet huśtawkach na placu zabaw. Ta naiwność stanowi trzon humorystycznych historii, opowiadających o poznawaniu przez nią otaczającego świata.
Na początku serii Yotsuba i jej przybrany ojciec, Yousuke Koiwai, przeprowadzają się do nowego miasta. Pomaga im w tym najlepszy przyjaciel Yousuke, imponująco wysoki mężczyzna nazwiskiem Takashi Takeda, zwany Jumbo. Yotsuba szybko zaprzyjaźnia się z trzema córkami sąsiadującej rodziny Ayase: Asagi, Fuuką i Eną. Inne postacie, które często pojawiają się w serii, to przyjaciółka Asagi, Torako (znana jako Tygrys; kanji tora 虎 w jej imieniu oznacza tygrysa) oraz Yanda, znajomy Koiwaia, przez Yotsubę uważany za śmiertelnego wroga.
Seria nie ma spójnej, ciągłej fabuły i skupia się na codziennych przygodach Yotsuby. Wiele rozdziałów rozgrywa się na przestrzeni kolejnych dni, dzięki czemu manga niemal dosłownie śledzi codzienne życie bohaterów. Ton serii oddaje motto, zamieszczane na stronach tytułowych rozdziałów oraz w materiałach promocyjnych: „Dzisiaj zawsze jest najprzyjemniejszy dzień” (jap. いつでも今日が、いちばん楽しい日 Itsudemo kyō ga, ichiban tanoshii hi). W angielskim tłumaczeniu brzmi ono: „Enjoy Everything” (dosł. „Ciesz się wszystkim”).

## Manga
| Nr | Język japoński    | Język japoński         | Język polski     | Język polski           |
| Nr | Data wydania      | ISBN                   | Data wydania     | ISBN                   |
| -- | ----------------- | ---------------------- | ---------------- | ---------------------- |
| 1  | 27 sierpnia 2003  | ISBN 978-4-8402-2466-6 | maj 2018         | ISBN 978-83-65722-79-9 |
| 2  | 27 kwietnia 2004  | ISBN 978-4-8402-2674-5 | sierpień 2018    | ISBN 978-83-65722-94-2 |
| 3  | 27 listopada 2004 | ISBN 978-4-8402-2895-4 | październik 2018 | ISBN 978-83-65722-95-9 |
| 4  | 27 sierpnia 2005  | ISBN 978-4-8402-3163-3 | grudzień 2018    | ISBN 978-83-65722-96-6 |
| 5  | 28 kwietnia 2006  | ISBN 978-4-8402-3441-2 | luty 2019        | ISBN 978-83-65722-97-3 |
| 6  | 16 grudnia 2006   | ISBN 978-4-8402-3702-4 | kwiecień 2019    | ISBN 978-83-66132-44-3 |
| 7  | 27 września 2007  | ISBN 978-4-8402-4053-6 | czerwiec 2019    | ISBN 978-83-66132-45-0 |
| 8  | 27 sierpnia 2008  | ISBN 978-4-04-867151-4 | wrzesień 2019    | ISBN 978-83-66132-46-7 |
| 9  | 27 listopada 2009 | ISBN 978-4-04-868247-3 | grudzień 2019    | ISBN 978-83-66132-75-7 |
| 10 | 27 listopada 2010 | ISBN 978-4-04-870143-3 | luty 2020        | ISBN 978-83-66132-76-4 |
| 11 | 26 listopada 2011 | ISBN 978-4-04-886097-0 | wrzesień 2020    | ISBN 978-83-65722-78-2 |
| 12 | 9 marca 2013      | ISBN 978-4-04-891352-2 | listopad 2020    | ISBN 978-83-66568-13-6 |
| 13 | 27 listopada 2015 | ISBN 978-4-04-865594-1 | styczeń 2021     | ISBN 978-83-66568-23-5 |
| 14 | 28 kwietnia 2018  | ISBN 978-4-04-893705-4 | kwiecień 2021    | ISBN 978-83-66568-34-1 |
| 15 | 27 lutego 2021    | ISBN 978-4-04-913597-8 | lipiec 2021      | ISBN 978-83-66568-49-5 |
| 16 | 26 lutego 2025    | ISBN 978-4-04-916194-6 | —                |                        |